# Cmentarz dominikański w Tarnobrzegu
Cmentarz dominikański w Tarnobrzegu - przyklasztorna nekropolia leżąca w centralnej części miasta. Leży na nieznacznie pofałdowanym terenie, od wschodu i południa jest otoczony ceglanym, otynkowanym murem, a od zachodu i w narożniku północno - wschodnim - siatką na betonowym fundamencie. Cały cmentarz obsadzony jest starodrzewiem (lipy, kasztanowce, jesion) oraz młodymi modrzewiami i wierzbami płaczącymi. W miejscu tym pochowani są przedstawiciele fundatorów kościoła Wniebowzięcia NMP, a więc rodzina Tarnowskich.
Także w samym kościele znajduje się krypta, w której pochowani są członkowie rodziny Tarnowskich.